# Пустой катафалк
«Пусто́й катафа́лк» (англ. The Empty Hearse) — первый эпизод третьего сезона телесериала BBC Television «Шерлок». Сценарий написан Марком Гэтиссом, эпизод срежиссирован Джереми Лаврингом, а музыка написана Майклом Прайсом и Дэвидом Арнольдом. Главные роли исполнили Бенедикт Камбербэтч (Шерлок Холмс), Мартин Фримен (Джон Ватсон) и Марк Гэтисс (Майкрофт Холмс). Также в этом эпизоде впервые появились Аманда Аббингтон (Мэри Морстен) и Ларс Миккельсен (Чарльз Огастес Магнуссен).
Эпизод вдохновлён рассказом сэра Артура Конан Дойла «Пустой дом» и рассказывает о возвращении Шерлока Холмса в Лондон и его воссоединении с доктором Ватсоном на фоне планирующейся террористической атаки в метро. Эпизод был впервые показан на BBC One 1 января 2014 года; аудитория составила 12,7 миллионов человек, эпизод получил положительные отзывы.

## Сюжет
Через два года после своей предполагаемой смерти Шерлок Холмс полностью уничтожает преступную сеть Мориарти и тайно возвращается в Лондон. К этому времени его имя уже полностью очищено от клеветнических обвинений, организованных Мориарти. Майкрофт просит его предотвратить фактически неизбежный теракт. Далее чередуются сцены возможных вариантов спасения Шерлока Холмса: прыжок с крыши на кабеле для банджи-джампинга в окно здания, оставление тела Мориарти с надетой на него маской Шерлока, чтобы запутать Джона и других очевидцев; самого Джона гипнотизирует Деррен Браун, чтобы выиграть время на организацию подмены. Автором этой версии оказывается Филип Андерсон, который чувствует свою вину за гибель Шерлока.
Джон приглашает свою девушку Мэри Морстен в ресторан, чтобы сделать предложение. Шерлок, прикинувшись официантом-французом подходит к паре, однако Джон его не узнаёт. Когда Шерлок открывается, Джон трижды нападает на него в разных ресторанах. Когда Джон отказывается помогать ему в расследованиях, Шерлок просит об этом Молли. В метро обнаружен скелет с запиской «Как я это сделал?» за подписью Джека-потрошителя (в конце эпизода оказывается, что это было дело рук Андерсона, чтобы заставить Шерлока перестать скрываться). Позже Мэри получает зашифрованное сообщение, в котором говорится, что Джона похитили и он умрёт, если его не спасти. Место его нахождения также зашифровано, но Шерлок понимает, что для расшифровки кода необходимо читать каждое третье слово. Шерлок и Мэри на мотоцикле успевают вовремя и достают Джона из горящего костра под чучелом Гая Фокса.
Служащий Лондонского метрополитена показывает Шерлоку видео мистического исчезновения пассажира поезда между двумя станциями близ Парламента. Шерлок опознаёт пассажира как члена палаты лордов — лорда Морана, который является иностранным шпионом и ведёт себя в последнее время подозрительно. Он замечает, что не только Моран пропал на этом видео, но и целый вагон исчез между станциями. Шерлок заключает, что теракт будет направлен на здания парламента, в которых состоится слушание антитеррористического билля в Ночь Гая Фокса — 5 ноября. Шерлок и Джон идут на заброшенную станцию недалеко от парламента и находят там спрятанный вагон. Этот вагон сам является бомбой. Шерлок обезвреживает бомбу найдя выключатель, однако заставляет Джона поверить, что бомбу невозможно обезвредить. Это даёт Шерлоку повод сказать другу, что если бы не его возвращение, то у Джона было бы будущее и извиняется перед ним. Джон прощает его, говоря, как сильно по нему скучал.
Начинается другая сцена варианта спасения Шерлока. Его рассказывает сам Шерлок, навестив Андерсона. Он говорит, что фальсификация смерти была частью проработанного плана по ликвидации Мориарти и разрушению его сети. Он говорит Андерсону, что у него с Майкрофтом было 13 возможных планов действия для любого исхода произошедшего на крыше. Пока Джон разговаривал с Шерлоком по телефону, люди из сети бездомных Шерлока выкатили надувной матрас и притворились парамедиками и шокированными очевидцами. С помощью мяча для сквоша под мышкой Шерлок на время остановил пульс, чтобы убедить Джона в своей смерти. Однако Андерсон начинает сомневаться в этой на первый взгляд убедительной версии событий, говоря, что невозможно было предусмотреть все переменные. Он также замечает, что был бы последним человеком, которому бы Шерлок всё рассказал. Андерсон оборачивается и видит пустую комнату, а затем начинает смеяться и срывать со стен свои записанные теории. Сцена заканчивается.
Морана арестовывает полиция, когда он покидает свой гостиничный номер. Джон спрашивает Шерлока о своих похитителях, однако у того пока нет ответа. В заключительной сцене мужчина в очках смотрит на видеозапись спасения Джона из огня.

## Производство

### Кастинг
Многие актёры из предыдущих двух сезонов возвратились к своим ролям; Бенедикт Камбербэтч и Мартин Фримен вновь сыграли Шерлока Холмса и Джона Ватсона соответственно. Гражданская жена Фримена Аманда Аббингтон присоединилась к актёрскому составу в роли Мэри Морстен, девушки Джона. Родители Камбербэтча Ванда Вентхам и Тимоти Карлтон сыграли родителей Шерлока в небольшом эпизоде.

### Сценарий
«Пустой катафалк» написан сосоздателем «Шерлока» Марком Гэтиссом. Гэтисс выбрал местом действия Лондонский метрополитен, вдохновившись эпизодом «Паутина страха» классического «Доктора Кто», который вышел в эфир в 1968 году; действие эпизода происходит в метрополитене, когда Лондон был эвакуирован из-за смертельной паукообразной плесени, распространившейся по тоннелям.

### Съёмки
Съёмки начались в марте 2013 года. Таблоид Daily Mail сообщил, что Бенедикт Камбэрбетч и Аманда Аббингтон принимали участие в съёмках сцены с костром на Портленд-сквер в Бристоле.

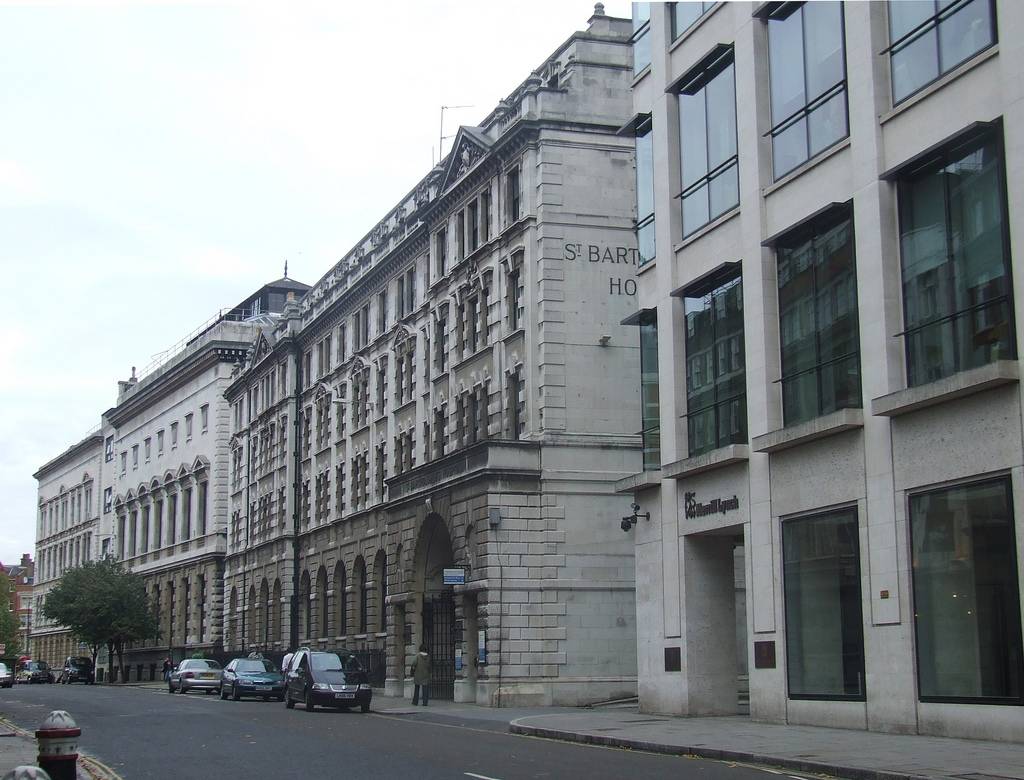
Объяснение того, как Шерлок фальсифицировал свою смерть было снято в госпитале Святого Варфоломея в апреле 2013 года.

Объяснение того, как Шерлок фальсифицировал свою смерть в конце «Рейхенбахского водопада» было снято в апреле 2013 года в госпитале Святого Варфоломея в Лондоне. Съёмки посетили несколько сотен фанатов, которых продюсер Сью Верчью умоляла не раскрывать слишком много информации. Журналистка Telegraph Шэрил Гэрретт сообщила, что снимаемые сцены только запутали наблюдавших фанатов, а настоящее объяснение в сценарии отсутствует.
Поезд Лондонского метрополитена, который фигурирует в эпизоде, был построен съёмочной группой, так как они не смогли получить настоящий состав. Его сконструировали наподобие тех поездов, которые циркулируют на линии Дистрикт. Недостроенная станция метрополитена, названная «Суматра-Роад», является станцией «Норт-энд». Съёмки происходили на станциях «Вестминстер» и «Чаринг-Кросс».

## Показ и критика
«Пустой катафалк» был впервые показан в BFI Southbank в Лондоне 15 декабря 2013 года. После показа прошло интервью с создателями и ведущими актёрами, ведущей которого была Кейтлин Моран.
Эпизод был впервые показан на BBC One 1 января 2014 года. В Великобритании эпизод посмотрело 9,2 миллиона человек за ночь, а в первые 5 минут показа число зрителей достигло пика — 9,7 миллионов. В США премьера эпизода состоялась 19 января 2014 года на PBS в рамках проекта Masterpiece Mystery!
В России третий сезон «Шерлока» был показан одновременно с Великобританией по Первому каналу. «Пустой катафалк» транслировался в ночь с 1 на 2 января 2014 года в 01:05 по московскому времени.

### Отзывы критиков
«Пустой катафалк» получил признание критиков. Сэм Уолластон из The Guardian назвал его «взрывным возвращением Камбэрбетча и Фримена, полным остроумия и искромётности». Крис Харви из The Telegraph сказал, что это «триумфальное возвращение самого харизматичного и интересного персонажа на британском телевидении».
The Mirror посвятил эпизоду восторженное интервью, дав 5 звёзд. Автор отзыва Джош Уайлдинг написал: «Завораживающее объяснение того, как выжил Шерлок, многих не устроит. Однако это сработало». Тем не менее автор Анна-Мари Сеньор заметила, что зрители запутались в совершенно разных вагонах, циркулирующих по неправильным линиям — «„Шерлок вызвал“ гнев фанатов в Твиттере тем, что глазастые зрители заметили несоответствия в линиях Лондонского метрополитена».
Metro также дал эпизоду 4/5, а рецензент Тим Лью заметил, что «„Пустой катафалк“ — быстрый рассказ, наполненный захватывающими дух дерзкими выходками и смешными моментами». Эпизод получил очень положительные отзывы от американских критиков. Тим Гудмен из The Hollywood Reporter написал, что «признанный детектив, сыгранный Бенедиктом Камбербэтчем, возвращается в третий сезон таким же великолепным (и невредимым), как и раньше». Оливер Джиа из The Punk Effect говорит об эпизоде как о «стоящем двухлетнего ожидания» и похвалил его за «актёрскую игру, работу продюсера, сценарий и увлекательную драму».
Дэвид Матер, который ведёт сайт Sherlockology сказал в интервью Виктории Дербишир для BBC Radio 5 Live, что фанаты завалили его смешанными отзывами об эпизоде.